# La Vendicion Records
La Vendicion Records es un sello discográfico independiente enfocado en la música urbana. Fundado en diciembre del 2015 por el artista Yung Beef, aunque no entraría oficialmente en funcionamiento hasta  febrero de 2016.
Este sello independiente ha sido pionero en apostar por artistas urbanos en España y hasta Latinoamérica, siendo principalmente el subgénero Trap la gran base de artistas del sello aunque sin dejar de lado el Rap, Reggaeton, Neoperreo, R&B y un sinfín de subgéneros musicales que abarcan la música urbana. Todo ello apostando en la música con toques alternativos, experimentales y undergrounds que caracteriza el sonido propio del sello. También incursiona en otros géneros musicales que no tienen nada que ver con la música urbana como el Rock o la Electrónica. La libertad creativa, la propiedad de los másteres para los propios artistas y la apuesta por talentos jóvenes undergrounds e independientes son los valores de La Vendicion.
Durante años las caras principales del sello han sido artistas de la talla de Yung Beef, Kaydy Cain, Khaled, La Zowi, Pablo Chill-E, Soto Asa, Albany, Israel B, Ms Nina, Takers, Pipo Beatz, Cuban Bling, Papi Trujillo, Goa, Pochi, El Mini entre muchísimos otros, cada uno dándole una esencia de frescura al sello, ya que cada artista es único en su ámbito y se desenvuelve con libertad, esto es permitido por la disquera para poder mantener la esencia de cada uno de los artistas. 
El logo clásico de La Vendicion fue diseñado por el artista Eme Rock basándose en el diablito Hot Stuff, icono de la cultura pop.

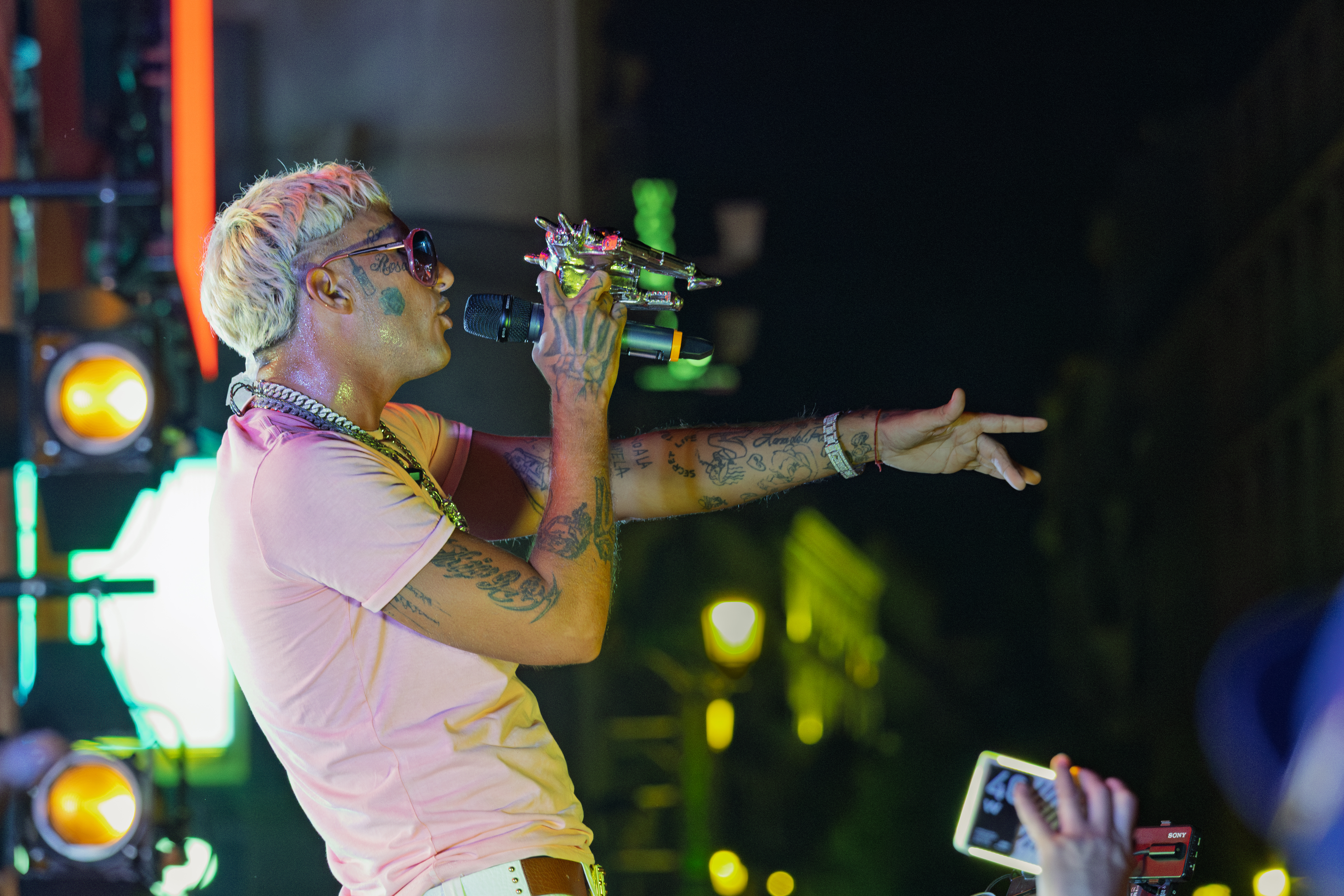
Yung Beef, el fundador de La Vendicion Records actuando en 2025.

Según el propio sello, La Vendicion utiliza un sistema de holocracia, se trata de una organización empresarial horizontal, sin superiores, formada en su mayoría por personas vinculadas a la música y otras artes urbanas.

## Historia
A finales del año 2015 Yung Beef, integrante de PXXR GVNG (primer grupo de trap español en dar el salto de lo underground a las masas), dio a conocer la creación de esta nueva plataforma para artistas independientes. Las menciones a La Vendicion como sello comienzan a principios de diciembre de 2015 pero no es hasta febrero de 2016 cuando se constituye como empresa. Si bien es cierto que en junio de 2015, Yung Beef mencionó en una entrevista radiofónica que estaban creando una empresa llamada Los Pobres Entertainment que funcionaría como sello discográfico, al estar trabajando en esos momentos junto a Sony Music España no se formalizó. Este sería el primer nombre del sello aunque nunca se usaría oficialmente en ningún trabajo. También Kaydy Cain mencionó Blessed Music como otro nombre antes de lanzar La Vendicion de manera oficial.
Su primer proyecto como empresa fue presentar la famosa fiesta Perreo69 asentada semanalmente en Barcelona pero con fiestas especiales en otras ciudades de España e incluso en países como Argentina, Chile y México, siendo todo un éxito.
En una entrevista concedida a Rewisor Magazine en la presentación de su disco "Fashion Mixtape" en la Sala But de Madrid declaró: "La Vendicion es más una plataforma independiente y descentralizada que un sello discográfico. Algo nuevo que funciona como “la camorra o la mafia” en el sentido de que comparten sus principios de lealtad y dá libertad a los artistas para que ellos se gestionen como quieran y no pierdan la propiedad de sus obras."
La Vendicion trabaja emulando a las grandes firmas del mundo de la moda, publicando drops cada temporada de mucha música y trabajos de varios artistas.

## Discografía

### Temporada AW16 (2016)
El 15 de septiembre de 2016 se celebró la presentación del sello en la plaza dels Àngels (o más conocida como plaza del MACBA) en Barcelona con un desfile de moda para promocionar la creación de La Vendicion junto con sus primeros lanzamientos.
Un día después, el 16 de septiembre, La Vendicion Records lanzó 12 trabajos musicales a internet a modo de "drop" (tal y como hacen las grandes firmas de moda lanzando una gran cantidad de prendas de ropa un día señalado enfocadas a una temporada concreta). Estos 12 lanzamientos fueron los primeros en publicarse oficialmente bajo el sello de La Vendicion en plataformas de streaming oficiales, creando un antes y un después en la escena de la música urbana en la que ningún sello discográfico se había fijado aún. Si bien antes de este drop todos lo colectivos apegados a PXXR GVNG ya mencionaban a La Vendicion y se sacaban trabajos bajo el nombre y logo de esta misma en plataformas como YouTube o Soundcloud. 
Algunos de los artistas creadores de estos lanzamientos fueron Yung Beef, Los Sugus, Kaydy Cain, La Zowi, Takers, La Mafia del Amor, Ms Nina o los estadounidenses AC3 y Fly Migo Bankroll. A finales de 2016 el sello cambia de distribuidor, siendo antes Altafonte Music Spain y pasando a ser The Orchard, manteniéndose 100% independientes. La distribución de música en la escena urbana de España, en aquellos años, no era lo común pues los artistas subían sus canciones a plataformas como YouTube o Soundcloud sin discográficas, publishers o distribuidoras detrás, La Vendicion servia como puente para que los artistas de la calle tengan una manera de monetizar y mover su música.

### Temporada SS17 (2017)
En el mes de marzo de 2017 La Vendicion Records vuelve a lanzar 18 sencillos dispuestos a cambiar las reglas de la música urbana en la era del internet.Entre estos lanzamientos podían encontrarse grupos como PXXR GVNG (rebautizados como Los Santos) o artistas como Yung Beef, Space Surimi, Zeno El Faraón, Scarface Johansson, Pablo Chill-E, Kaydy Cain, El Mini, Flynt Hustle, Soto Asa o Afrojuice195.
En verano de 2017 La Vendicion cambia su residencia a Madrid, la capital de España, organizando la movida trap y urbana en la ciudad con su famosa fiesta Infierno y diversos eventos.
A finales de 2017 La Vendicion Records cierra un acuerdo con EMPIRE; una discográfica estadounidense independiente que ha contado con grandes artistas como Tego Calderón y Young Dolph entre otros, para asegurar una mejor distribución de los lanzamientos de sus integrantes en el continente americano. Aunque en el acuerdo solo estaba incluido Yung Beef. El acuerdo también ofrece apoyo del subsello EMPIRE Latino para la distribución en Latinoamérica. 

### Temporada AW18 (2018)
El 13 de diciembre se lanzó la temporada otoño-invierno con 8 sencillos y mixtapes de los ya conocidos integrantes y muchos nuevos así como acostumbraron con cada temporada. Goa, MC Buseta de Los Sugus, Flaccosucio, Kaydy Cain, Pablo Chill-E, El Mini, Joel Kurasinski, AC3, Javielito o Asesino 187 fueron algunos de los nombres de las principales referencias musicales publicadas.Esa misma noche el sello celebró un "opening season" de su AW18 en la conocida Sala Estella de Madrid con muchos de sus integrantes ofreciendo dj sets.
A mediados del año La Vendicion libera a Pablo Chill-E y su equipo de trabajo permitiendo crear ShiShiGang Records, sello hermano de La Vendicion ubicado en Chile. Bajo el sello de La Vendicion, Pablito cuenta con sus dos primeras mixtapes: Antijiles (2016) y Youngsta (2017) y su primer album: Flaite Shit (2018). El artista chileno siempre se ha mostrado agradecido con el sello por su ayuda a impulsar su exitosa carrera y sigue participando activamente en los eventos o trabajos que desarrolla La Vendicion.
En junio abre Clockers Store tienda de sneakers, streetwear y resell propiedad de Yung Beef, su hermanastra Carmen Bumpin y Jamal Farruk. Tienda de ropa ubicada en la plaza Nelson Mandela del barrio de Lavapies y centro de reunión del sello y de la movida urbana en Madrid.

### Temporada SS19 (2019)
A finales del año 2019, a modo de drop, se lanzaron nuevos sencillos de artistas como Cecilio.G, Papi Trujillo, Khaled, La Zowi, Albany, Goa, Ghouljaboy, Fish Narc, Soto Asa, Flaccosucio, Young Juanito, AC3, 187 Yassir, El Mini o Kaydy Cain entre otros muchos. Sonidos de Trap, Emo Trap y Neoperreo fueron los principales géneros de los lanzamientos de esta temporada.

### Temporada AW20 (2020)
En el 2020 La Vendicion Records celebra un opening season de su AW20 en La Casa Encendida en Madrid para promocionar el lanzamiento de sus nuevos proyectos musicales, nuevos artistas y la hermandad creada con el sello independiente WARecords y su fundador Alex Fatt. El evento, enfocado a público de todas las edades, incluía talleres de baile y producción musical, streaming con el canal de Twitch, YoInterneto, además de los esperados showcases de sus artistas y post fiesta en la Sala Estella.
Artistas como La Zowi, Kaydy Cain, Cecilio.G, Ghouljaboy, Pablo Chill-E, Yung Beef, Albany, Goa, UziiGaang, Pochi, Roydee junto al equipo de WARecords y el propio Alex Fatt entre otros, fueron los encargados de llevar la voz cantante en su AW20.

### La Vendicion Records Greatest Hits (SS2020)
Ese mismo año 2020, el 3 de julio, La Vendicion presenta su SS para lanzar un álbum recopilatorio con los "greatest hits" salidos bajo el sello discográfico. Una recopilación de los temas más conocidos de La Vendicion Records tales como "Me Gustaron Tus Nai" de Soto Asa y Yung Beef, "Tropical" de La Mafia Del Amor, "No Fucks" de Yung Beef y 6ix9ine, "Yeyo En Mi iPhone" de Goa, o "Million Dollar Baby" de Cecilio G.

### La Vendicion Records VOL.1 (SS2020)
El día 30 de ese mismo mes el sello lanza un álbum recopilatorio de sencillos inéditos de sus ya conocidos artistas junto a otros nuevos integrantes así como acostumbran con cada temporada o lanzamiento consolidándose como el sello independiente más productivo de la escena española. Presentada oficialmente por el productor Roydee y el artista Kilo Gabbana (Hakim) "La Vendicion Records Vol.1" se compone de 22 temas totalmente inéditos de 35 artistas y 18 productores diferentes.
Yung Beef, Albany, Goa, Clutchill, Roydee, Kaydy Cain, Cecilio G, El Mini, Pablo Chill-E (ShiShiGang), Soto Asa, Pedro LaDroga, Alex Fatt, Raw Souljas (Shynelevell, Jay Dime), Uzii Gaang, Javielito, Trapani, JP Fernandez, Yayo Boyz (Vita Valaguer, Hungry Ham, Flynt Hustle, Vanity Vercetti y el difunto G Kalle), Los Gatos Los Del Roneo (Lyl Papy, OG Cale, Dlayeka y Alejandro Fierro), Ben Yart, MssMoney, Jay Cas, El Virtual, Mda, Pochi, Roydee, ambeats son algunos de los nombres principales del proyecto recopilatorio. En esta referencia musical de La Vendicion se pueden encontrar todo tipo de géneros como Trap, Emo Trap, Dancehall, Reguetón, Detroit Beat, Drill, Plugg etc.

### La Vendicion Records - Trick Or Treat (AW2020)
En Halloween de ese mismo año La Vendicion lanza "Trick Or Treat", una mixtape temática de Halloween, a modo de sesión en la conocida plataforma de videos YouTube (y en todas las plataformas digitales así como acostumbran con todos sus lanzamientos). "Trick Or Treat", presentada por Jay Ferragamo y, el ya conocido productor de La Vendicion, Roydee, se compone de 11 tracks inéditos de artistas del sello para celebrar el día de los muertos con voces de Jay Ferragamo, Yung Beef con el difunto G Kalle (integrante de Yayo Boyz), Lyl Papy (integrante de Los Gatos Los Del Roneo), Unrebel, Mss Money, Gallagher, El Mini, Khaled, JoshOrtiz y Slim J.

### La Vendicion 9k (SS2021)
En 2021 nace "La Vendicion 9k" un subsello dentro de la propia Vendicion Records con el cual buscan potenciar a los nuevos talentos emergentes que aún no han explotado y darle apoyo. Es una plataforma descentralizada aunque dependa de La Vendicion, "actúa como una cantera dentro del propio sello" dijo Lil Silva (miembro de La Vendicion y responsable directo de La Vendicion 9k). El nombre de La Vendicion 9k es en homenaje a Louis9k, miembro vital del equipo creativo de La Vendicion, el cual falleció ese mismo año.
El 10 de Mayo se liberó la primera obra del sello, un cypher, al día siguiente se publicó la segunda parte del cypher donde participan los jóvenes talentos que iniciaban en el sello.
El 14 de Mayo vio la luz la primera mixtape del subsello titulada "La Vendicion 9k Vol.1" donde aparecen colaboraciones de los mayores de La Vendicion Records como Yung Beef, Kaydy Cain, Khaled, El Mini y Pipo Beatz entre otros junto a la cantera de La Vendicion como el grupo CTDS (Gloosito, Shynelevell, Jay Dime etc.), La Yeezi, GlorySixVain etc.

### Temporada AW22 (2022)
Desde el lanzamiento del álbum Gangster Original por parte de Yung Beef se puede ver un cambio en los logos e imagen de marca del sello. Este cambio se hizo oficial ya en 2022 cuando todas las plataformas de La Vendicion usaron el nuevo logo. 
Como principal evento el 28 de mayo de 2022 se organizó el primer festival del sello en el Complejo Embrujo, a las afueras de Granada, con capacidad para albergar 5.000 personas en su escenario principal. El festival contó con dos escenarios: "Limbo" donde actuarían los cantantes y "Lujuria" donde pincharían DJ's de la talla de Paul Marmota, Pipo Beatz, Brodinski, Rosa Pistola, El High, Kiid Favelas, Roydee, Pochi entre otros.
En el escenario principal, donde el presentador del show sería el dominicano DJ Topo, actuaron más de 40 artistas donde destacaron: Pablo Chill-E, La Zowi, Yung Beef, Soto Asa, Polimá Westcoast, Harry Nach, Marcianeke, Zaramay, La Goony Chonga, Polako, CTDS, El Mini entre otros artistas emergentes. Además también contaba con diversas atracciones. El festival fue todo un éxito y consiguió el todo vendido con más de 5000 personas.
En verano de 2022 La Vendicion alcanza un acuerdo de distribución con Virgin Music Spain y Universal Music Group para distribuir algunos trabajos de Yung Beef manteniéndose 100% independiente pero distribuyendo con una multinacional. Yung Beef nunca ha estado en contra de trabajar con multinacionales pero sí firmar con ellas dándoles una exclusividad, siempre ha defendido ser dueño de los másteres y tener libertad creativa ante todo.
En septiembre se puso en marcha La Vendicion Estudio, un estudio de grabación profesional que también cuenta con un ciclorama para grabar videoclips. Ofrecen el servicio de grabación, producción, mezcla y masterizado además de producción de videoclips y está situado en la localidad costera de Granada, Salobreña.

### Temporada 2023 (2023)
En 2023 La Vendicion daría un parón para centrarse en la expansión de la marca y promoción de eventos, rompiendo su rutina de temporadas AW y SS. El 22 de abril se celebró la segunda edición de Infierno Festival otra vez en Granada en el Complejo Embrujo aumentando la capacidad a 10.000 personas y dividiéndose de nuevo en dos escenarios para los más de 35 artistas que participaron en el. Con un cartel plagado de estrellas muy diversas como: Omar Montes, Yung Beef, Lennis Rodríguez, Canelita, Pablo Chill-E, Cris MJ, Soto Asa, Albany, La Zowi, Ms Nina, Khaled, Flowtiago, Zaramay, Ben Yart, El Mini, Pedro LaDroga etc. También contó con varios productores de talla mundial como Leo RD, Rojas On The Beat, Pipo Beatz, Brodinski, Kiid Favelas, OldPurp, Pochi etc. Un completo éxito haciendo agotado, el evento empezó desde las tres de la tarde hasta la madrugada, los asistentes pudieron disfrutar de música en vivo así como de una variedad de opciones de entretenimiento, tales como DJ set, atracciones, food trucks, stands o merchandising. Evento sin dress code y lleno de diversidad que reunió a personas de todas partes del país y del mundo.

### Temporada 2024 (2024)
Con la reducción notoria de plantilla dentro del sello y su parón en la publicación de trabajos musicales (comparado con otros años) La Vendicion se centra en la promoción de eventos, aunque sin dejar a un lado el descubrimiento de nuevos artistas. 
El 28 y 29 de junio se celebra en el Polideportivo Municipal de Salobreña (Granada) la tercera edición de Infierno Festival con un cartel con mucha variedad y con nombres como: Yung Beef, Cruz Cafuné, Sticky M.A., Soto Asa, Kaydy Cain, Pablo Chill-E, Yovngchimi, Ñejo, Mucho Muchacho, Cookin’ Soul, Los Yakis, Israel Fernández, El Bobo de las 3000, Pedro LaDroga, Goa, Ben Yart, El Virtual, Bea Pelea, Hwoarang, Trapani, El Bogueto, El Mini, Albany, Metrika y un sinfín de jóvenes talentos además del plato fuerte y el evento principal del festival, el regreso a los escenarios de La Mafia del Amor tras 7 años inactivos. El festival fue todo un éxito acercándose a las 15.000 personas y, al igual que en sus ediciones anteriores, contó con dos escenarios y con varios DJs.

### Temporada 2025 (2025)
A partir de 2024 se comienza a afianzar la plantilla de La Vendicion Records, a diferencia de su anterior etapa dónde se presentaba como una plataforma y espacio de voz para artistas emergentes donde se podían encontrar más de 100 artistas entre sus líneas. En 2025 se centra en la apuesta de determinados talentos jóvenes y el desarrollo de su carrera como Xiyo & Fernandezz, GlorySixVain, Lampa Dl7, Main Costa, Sugaarrbbaby, DamnPablo etc. El equipo de trabajo central de La Vendicion Estudio son Roydee, Pipo Beatz y Jose the Engineer. Un año más se celebra en Salobreña el festival Infierno Fest dónde acudieron artistas de la talla de Canelita, La Húngara, FloyyMenor, Yailín la Más Viral, La Zowi, Camin, El Bugg, DISOBEY, Ben Yart, Gloosito, Soto Asa, Neo Pistea, AgusFornite+Stiffy, Goa, Ms Nina, El Bogueto, Yung Beef, Pablo Chill-E, Raúl Clyde, Atomic Otro Way, Oscar El Ruso, Lider J, La Blackie, El Popo de las 3000, Slayter, Roydee, Pipo Beatz, DJ Karpin, El Mini y un gran número de artistas emergentes.

### Otros negocios: Expansión de la marca.
La Vendicion es algo más que un label o una plataforma independiente, desde su fundación fue dueña y promotora de la fiesta Perreo 69 la cual se celebraba mayoritariamente en Barcelona pero se hizo alrededor de todo el país, llegando incluso a hacer shows en países como Argentina y Chile. Para el año 2018 y con la mudanza a Madrid se cambió el nombre a Infierno fiesta semanal de la noche madrileña. En 2021 se comenzó a celebrar en Granada y Madrid simultáneamente. A finales de 2022 se expandió a Valencia siendo así tres eventos semanales y algunos eventos casuales a lo largo del país. Durante la gira de Yung Beef por Ciudad de México se celebraron dos Infiernos. En verano de 2023 se celebró Infierno en la ciudad de Medellín, Colombia. Más tarde, ese mismo verano, Yung Beef aprovechando su viaje a Japón y organizó un Infierno en la ciudad de Tokio, más adelante se celebraría de nuevo. A finales de año la fiesta se expandió a la capital de Andalucía, Sevilla. En otra visita a Japón junto a Pablo Chill-E se celebró otra Infierno.
A principio de 2023 se inaugura dos club medicinales de cannabis, uno en Granada y otro en Sevilla.
El sello cuenta con su propio estudio para la realización de videoclips y para la grabación, máster y mix de canciones ofreciendo booking de sesiones de estudio con ingenieros de sonido, productores o film makers.
El merchandising del sello se puede obtener en la página web, conciertos, tiendas físicas y en Clockers Store.

## Artistas firmados bajo La Vendicion Records
Estos son todos los artistas que pertenecen o han trabajado en algún momento de su carrera con el sello hasta el 2024.
- Yung Beef (Fundador) (PXXR GVNG y La Mafia del Amor)
- Kaydy Cain (PXXR GVNG y La Mafia del Amor)
- Khaled(PXXR GVNG y La Mafia del Amor)
- Steve Lean (PXXR GVNG)
- Los Santos (banda)
- La Mafia del Amor
- Takers
- La Zowi
- Soto Asa
- Cecilio.G
- Somadamantina
- Goa
- AC3
- Fly Migo Bankroll
- El Mini (Kefta Boyz)
- Jamal Trump (Kefta Boyz)
- Hakim Lemonhaze (Kefta Boyz)
- Javielito (Kefta Boyz)
- Trapani
- Gipsy La Fe
- Marko Italia
- Israel B
- Caballo de Rally
- M.Ramírez
- Ms Nina
- La Favi
- Bea Pelea
- Lorena B
- Pablo Chill-E (ShiShi Gang)
- CEO Xander (ShiShi Gang)
- Young J Star AKA Jay Ferragamo (ShiShi Gang)
- El Ambidieztro (ShiShi Gang)
- VH (ShiShi Gang)
- Asesino 187 (187)
- Josh Ortiz (187)
- Yassir (187)
- La Goony Chonga
- Jihan
- Scarface Johansson (Etré Supreme)
- Space Surimi
- Manny "El Domi" (Los Sugus)
- MC Buzzz (Los Sugus)
- Tanito 930 (Los Sugus)
- Don Lil Dada (Los Sugus)
- Zeno El Faraón
- Flynt Hustle
- Vita Valaguer
- Hungry Ham
- G. Kalle
- Vanity Vercetti
- Demaro Small
- Los Xxxulos
- Roydee
- Pipo Beatz
- Marvin Cruz
- Kiid Favelas
- Dafresito
- Atanok Si
- Faberoa
- Paul Marmota
- Flaccosucio
- ambeats
- Jowel Kurasinski
- Kra Martinez
- J Vega
- Young Juanito
- Ghouljaboy
- Rawska
- Yvng Isi
- JP Fernandez
- Kolomb
- LocoAlien
- YxungDY970 (970)
- Young Palmera
- Gallagher
- Papi Trujillo (Lo$ Zafiro$)
- Cuban Bling (Lo$ Zafiro$)
- Gengis Kash
- Alex Fatt
- Mvkiavelico
- Louis9k
- Uzii Gaang
- Clutchill
- ZapBoy
- Pedro LaDroga (LaDroga Lab)
- Vasseta
- Mito Koronkon
- Afrojuice 195
- Pochi
- Hwoarang
- Mss Money
- OldPurp
- Albany
- Carlos Duty
- Lyl Papy
- OG Cale
- Alejandro Fierro
- Dlayeka
- Ben Yart
- alequi
- Kae3
- Jay Cas
- Baby Pantera (CTDS)
- Shynelevell (CTDS)
- JayDime (CTDS)
- Gloosito (CTDS)
- N3IZ4N (CTDS)
- Garzi
- El Virtual
- MDA
- Young Palmera
- G Peto
- Young Fidodido
- Black Marfil
- Mark Luva
- 3rajean
- Bendriss
- Nakall
- Mvp Boyi
- GlorySixVain
- La Yeezi
- Autotune Angel
- Yung Wise
- Lampa Dl7 (Dl7)
- Kra Martinez
- Imperio Nita
- Ily B
- Unrebel
- Metrika
- El Bugg
- Toca
- Flowtiago
- Vasseta
- New Class
- Garzi
- damnpablo
- 808 Alex (SBE)
- FJM Draco (SBE)
- Joav (SBE)
- Jon.Exe (SBE)
- Jay Candy
- Bby Monreall
- Main Costa
- Metrika
- L0RNA

- KdeKush05